# Andreas Groll (Maler)

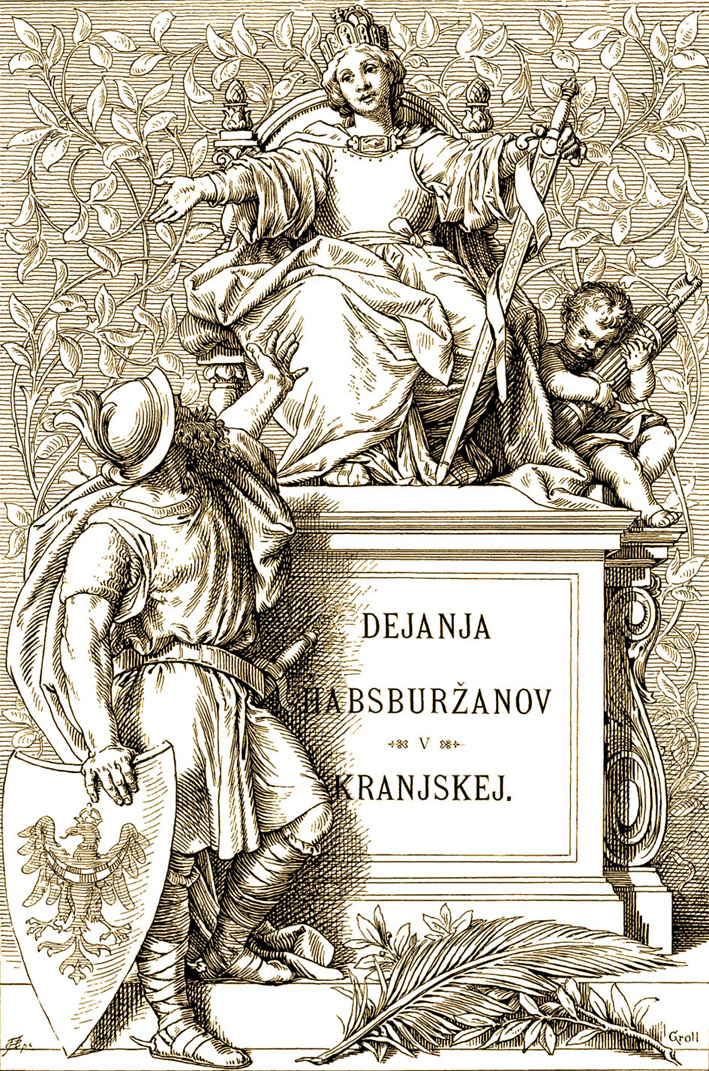
Andreas Groll, Buchillustration in der slowenischen Edition: „Die Habsburger in Krain“ von August Dimitz, erschienen Laibach 1883.

Andreas Groll (* 6. September 1850 in Wien; † 23. Dezember 1907 ebenda) war ein österreichischer Maler und Zeichenlehrer.

## Leben
Andreas Groll war der Sohn des Fotografen Andreas Groll (1812–1872) und dessen Ehefrau. Nach seiner schulischen Ausbildung studierte er an der Akademie der bildenden Künste in Wien und war dort Schüler von Eduard Peithner von Lichtenfels, Anselm Feuerbach, August Eisenmenger und Christian Griepenkerl.
Durch Hyacinth von Wieser (1848–1877), einen Studienkollegen, zu dem er in freundschaftlicher Beziehung stand, fand Groll Anerkennung bei dessen geachteter Familie. Später heiratete er Mathilde von Wieser, eine jüngere Schwester seines Künstlerfreundes. Nach Absolvierung der Akademie unternahm Groll in den Jahren 1876 bis 1878 eine ausgedehnte Studienreise nach Italien, die er vornehmlich in Rom und Venedig verbrachte.
Ab dem Jahre 1887 wirkte Groll als Professor an der Kunstgewerbeschule des Österreichischen Museums für Kunst und Industrie in Wien. Er unterrichtete Aktzeichnen und galt seinerzeit als herausragender Lehrer.
Nach einer zeitgenössischen Schilderung, war Groll: „ein herkulisch gebauter Mann, eine prachtvolle, imponierende Erscheinung“.
Am 23. Dezember 1907 verstarb Andreas Groll mit 57 Jahren in einem Wiener Sanatorium und wurde am 25. Dezember in der Pfarrkirche zu Maria Treu eingesegnet, anschließend erfolgte seine Beerdigung auf dem Wiener Zentralfriedhof.

## Auszeichnungen
- Ritter des Franz-Joseph-Ordens

## Werke
- Deckenbildentwurf für die Kirche in Haindorf: Maria Himmelfahrt, Öl auf Leinwand, 90 × 150 cm. Gemäldegalerie der Akademie der bildenden Künste Wien[2]
- Deckenbildentwurf für die Kirche in Haindorf: Kreuzigung Christi, Öl auf Leinwand, 80,5 × 144 cm. Gemäldegalerie der Akademie der bildenden Künste Wien[2]
- Bacchus findet Ariadne, Öl auf Leinwand, 80 × 115,5 cm. Gemäldegalerie der Akademie der bildenden Künste Wien[2]